# Porteño F.B.C.
El Porteño F.B.C. fue un club de fútbol peruano de la ciudad del Callao, que fue fundado el 10 de febrero de 1928 y en donde participó en la división intermedia del Perú.

## Historia
El Porteño F.B.C. fue fundado el 10 de febrero de 1928. Entre sus jóvenes fundadores figuran Juan Giraldo, Guillermo Viaña, Miguel Rodríguez, Antonio Galindo y Luis Gómez quienes reunidos en la calle Puno 140 fundaron el club. Ese mismo año el club se afilió a la segunda división del Callao . El club campeona la categoría y asciende a la intermedia de 1929. Cabe señalar que, antes de 1929, las categorías estaba configuradas como Primera A, Primera B, Intermedia y Segunda ( equivalente a 1.ª, 2.ª, 3.ª y 4.ª división respectivamente). Luego fueron renombradas como: Primera División, División Intermedia, Segunda División y Tercera División.  
Como la categoría cambió de nombre, entonces participó en la división intermedia de 1929 (equivalente a la tercera división). Sin embargo, se mantuvo en la liga al no lograr posicionarse en los primeros puestos. Para la siguiente temporada, la división cambió de nombre a Segunda División de 1930, donde participó en la zona norte, sin mayor éxito. Su mejor momento fue en 1931, año donde logra subcampeonar la zona norte, y escoltando al Sport Boys Association. Participa en la liguilla promoción intermedia, donde obtiene el segundo puesto. 
En esa época los equipos mejor clasificados de la segunda división, tenía que luchar con los equipos últimos de la división intermedia para poder acceder cupo en la división intermedia. Sport Boys Association logra ascender, mientras que Porteño F.B.C. se mantiene en la segunda división. Sin embargo para el siguiente año, el club campeonar la segunda división zona norte, la liguilla y logra vencer al rival de turno e ingresa a la división Intermedia (equivalente a la 2.ª categoría). El club participa y se mantuvo en la liga en la temporada 1933 sin lograr ascender a la máxima división.
Luego en 1934, se crea dos ligas paralelas:  Primera División de la Liga Provincial de Lima y la Primera División de la Liga Provincial del callao. Ambas ligas fueron una escala superior a la división intermedia.  Por lo tanto se reconfigura las categorías como: Primera , Primera División de la Liga Provincial (tanto de Lima como el Callao), División Intermedia (Lima y Callao) , Segunda División (Lima y Callao) y Tercera División (Zona:Lima, Callao, Rimac y Balnearios) ( equivalente a 1.ª, 2.ª, 3.ª 4.ª y 5.ª división respectivamente).
El Porteño F.B.C. se mantuvo hasta 1938, mismo año en que Primera División de la Ligas Provinciales de Lima y Callao, se encontraban ya fusionadas. Descendió a la División Intermedia para 1939. Estuvo participando en las diversas categorías de la Liga Regional de Lima y Callao y posteriormente retornó a la liga del Callao. Su última aparición, fue en la segunda división distrital del Callao de 1993. Finalmente Porteño F.B.C. desaparició.
Actualmente, su sede institucional pasó a ser la cebichería El Rincón de Santiago en el jirón Moctezuma.

## Datos del club
- Temporadas en Segunda División Zonal Callao (equivalente 4.ª división): (1928).
- Temporadas en División Intermedia (equivalente 3.ª división): (1929).
- Temporadas en Segunda División: (equivalente 3.ª división): (1930 - 1932).
- Temporadas en División Intermedia: (equivalente 2.ª división): (1933).
- Temporadas en Primera División de la Liga Provincial del Callao (equivalente 2.ª división): (1934 y 1935).
- Temporadas en Primera División Unificada de las Ligas Provinciales de Lima y del Callao (equivalente 2.ª división): (1936 - 1938).

## Jugadores
De sus filas surgieron jugadores como Adolfo Calenzani y Jorge Lama que posteriormente jugaron en Sport Boys y otros clubes de la Primera División del Perú.

## Evolución Indumentaria
| Titular 1 | Titular 2 | Titular 3 | Titular 4 | Alterno 1 | Alterno 2 | Alterno 3 | Alterno 4 |  |

## Palmarés
- División Intermedia de Liga del Callao: 1934.
- Tercera División de Liga del Callao: 1954.
- Subcampeón de Segunda División de Liga Chalaca N°2: 1928.